# Moradabad (huyện)
Huyện Moradabad là một huyện thuộc bang Uttar Pradesh, Ấn Độ. Thủ phủ huyện Moradabad đóng ở Moradabad. Huyện Moradabad có diện tích 3648 ki lô mét vuông. Đến thời điểm năm 2001, huyện Moradabad có dân số 3749630 người.